# Coordinadora Lésbica
Coordinadora Lésbica —conocida en sus últimos años como Coordinadora Lésbica Feminista Ama-zonas— fue una agrupación LGBT chilena existente entre 1994 y 2001, dedicada a reunir a mujeres lesbianas y feministas.

## Historia
La Coordinadora Lésbica surgió en marzo de 1994 a partir de una convocatoria realizada por la Colectiva Lésbica Ayuquelén para agrupar a distintas organizaciones de lesbianas del país. Entre quienes formaron parte de este llamado fueron los grupos LEA (Lesbianas en Acción) y el COOM (Centro de Orientación de la Mujer) además de lesbianas pertenecientes a otras organizaciones como el Movimiento de Liberación Homosexual y el Centro Lambda Chile.
Entre las acciones políticas que realizó la Coordinadora Lésbica estuvo el denunciar el artículo 365 del Código Penal de Chile que, junto con penalizar la sodomía en aquel entonces, castigaba a lesbianas mediante el delito de «ofensas a la moral y las buenas costumbres». La agrupación también produjo una ponencia para el VII Encuentro Feminista Latinoamericano y del Caribe —realizado en Cartagena en 1996— en que expresaron la necesidad de crear y mantener espacios lésbicos autónomos.
En 1997 Ayuquelén decidió retirarse de la Coordinadora Lésbica, y al año siguiente la agrupación formó parte de un reportaje del programa Informe especial de TVN, emitido el 24 de julio de 1998, el cual le otorgó mayor visibilidad y provocó un aumento en el número de integrantes nuevas. A nivel de medios de comunicación, la Coordinadora desarrolló dos proyectos: la revista Ama-zonas, editada entre 1995 y 2000 y considerada la primera publicación lésbica de Chile; y un segmento radial titulado también Ama-zonas, emitido inicialmente dentro del programa Triángulo abierto en 1998 y que a partir de 1999 se convertiría en un programa independiente.
Posteriormente, el 17 de noviembre de 1999 la asociación se reestructuró y adquirió un nuevo nombre, convirtiéndose en «Coordinadora Lésbica Feminista Ama-zonas». Producto de una serie de renuncias, entre ellas las presentadoras del programa Ama-zonas, la coordinadora cesó sus actividades en 2001; algunas de sus integrantes formarían la revista —y posterior agrupación lésbica— Rompiendo el Silencio.